# Mirfak

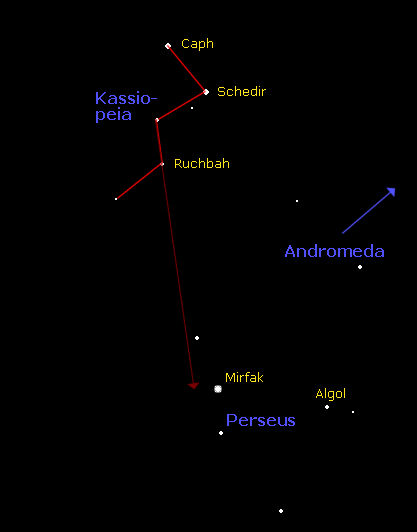
Mirfak a la constel·lació de Perseus

Mirfak (Alfa de Perseu / α Persei) és l'estrella més brillant de la constel·lació de Perseu, amb magnitud aparent 1,79. El nom prové de la frase àrab Marfiķ el Thurayya, 'el colze de les plèiades'. Algenib, nom també utilitzat per a designar aquesta estrella, prové de l'àrab الجنب al-janb o الجانب al-jānib, 'el flanc' o 'el costat'; això no obstant, aquest nom també serveix per a designar l'estrella γ Pegasi.
Situada a 590 anys llum de distància, Mirfak és una estrella supergegant blanca-groga, amb una temperatura superficial de 6.180 K. Llueix amb una lluminositat equivalent a 5.000 sols i té un radi 62 vegades més gran que el radi solar. En el diagrama de Hertzsprung-Russell, es troba molt a prop de la regió de les cefeides, estrelles polsants el cicle de les quals està directament relacionat amb la seva lluminositat. Mirfak podria ser, al mateix temps, una estrella polsant molt modesta. Se la considera, per això, útil en l'estudi d'aquestes variables, que són importants candeles estàndard. La seva massa està compresa entre 7 i 8 masses solars i fa uns 30 ó 50 milions d'anys la xifra depenia de la massa exacta, era una estrella blava calenta de tipus B.
Al contrari que en altres constel·lacions, a Perseu moltes de les estrelles estan físicament relacionades. Així, Mirfak és l'estrella principal de l'anomenat cúmul d'Alfa Persei, que engloba estrelles properes i menys brillants, formades fa uns 50 milions d'anys aproximadament.